# Domenico Campagnola
Domenico Campagnola ou Dominicus Campagnola (circa 1500 probablement à Venise, en Vénétie - v. 1564 à Padoue) est un peintre et graveur italien du début du XVIe siècle lors de la renaissance vénitienne. Il est le fils adoptif de Giulio Campagnola. 

## Biographie

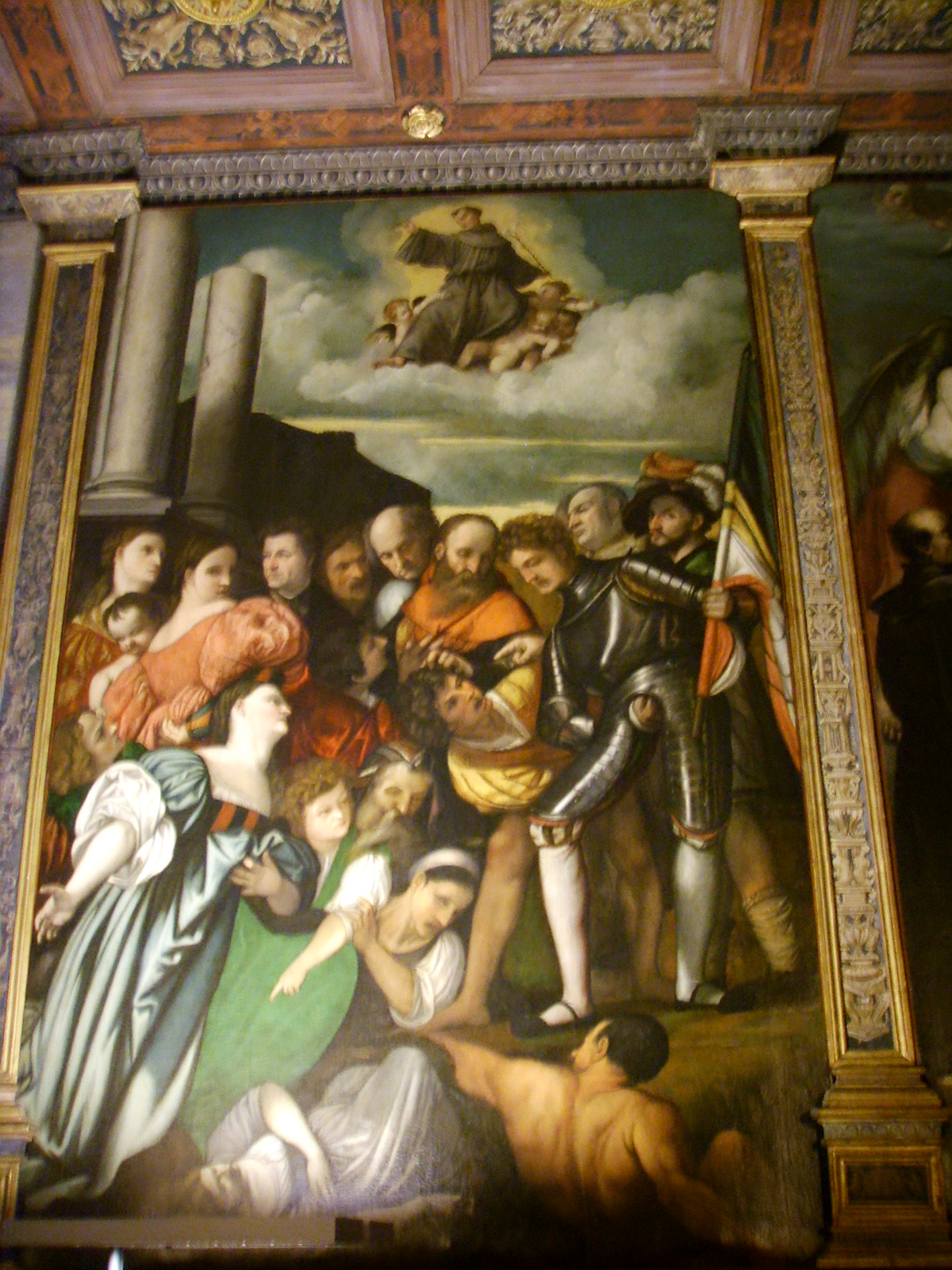
Domenico Campagnola, Résurrection d'une jeune fille noyée,Scuola del Santo (Padoue)

Fils adoptif de Giulio Campagnola, il semble être d'origine allemande. Il pourrait également être pupille du Titien. Au décès de son père en 1516, il devient un éditeur d'estampe important à Venise, puis il s'installe à Padoue vers 1520.
Ses fresques les plus connues sont à la Scuola del Santo in Padua, peut-être assisté du Titien et surtout les plus connues sont les Quatre prophètes et la Sainte-Famille à la Scuoletta del Carmine.[précision nécessaire] Il précise lui-même, au dos d'un dessin de la Collection Crozat : En 1511, nous avons peint une fresque en compagnie du Titien dans la scola del carmine, et de compagnie nous sommes entrés dans la scola de Padoue, le 24 septembre de la même année.[réf. nécessaire]
Dès 1517, dans son Massacre des Innocents, il reprend, en les variant, certains motifs du Massacre des Innocents de Marc-Antoine.
Il peint, en compagne de Gualtieri et de Stefano dell'Arzere la grande salle de l'Université de Padoue, qui deviendra la bibliothèque, ou encore la Salle des géants.
Dans une note prise aux alentours de l'année 1537, Marcantonio Michiel décrit une chambre du palais d'Alvise Corner qui avait été peinte par Domenico Campagnola d'après des estampes de Raphaël.
De même, il avait peint, chez Marco Mantova Benavides, une fresque représentant l'Incendie de Troie, d'après celle des Stanze attribuée à Marco Dante.
Il a certainement connu Albrecht Dürer, dont on retrouve le portrait dans une fresque dans la Scuola del Carmine (it). Il semble qu'il ait un peu travaillé à Venise : Boschini cite quelques-unes de ses fresques (plus précisément, celles de son atelier) sur le portego de l'église Santo Stefano de Murano. Il est cependant possible que Boschini les ait confondues avec celles d'Antonio Palma (père de Palma le Jeune), puisque que celui-ci est documenté pour avoir décoré le portego de l'église en 1554. Cela n'exclut pas une éventuelle participation parallèle de l'atelier de Campagnola mais nous ne possédons pas de document là-dessus, et l'église est aujourd'hui en partie détruite.

## Œuvre

### Œuvre peint
Au Musée de l'Ermitage à Saint-Pétersbourg :
- Cupidon et un violon, circa 1517
- Le Massacre des innocents, 1517

À Padoue :
- Fresque de la Scuola de Padova
- Fresque de la Scuoletta del Carmine

Au Paul Getty Museum à Los Angeles :
- Saint Christophe, 1520
- Étude de trois chandeliers, 1530

Au Detroit Institute of Arts :
- La transformation de Calisto, circa 1538

À la Fondation Samuel H. Kress :
- Le bon Samaritain, circa 1530

À la Galerie des Offices :
- Portait d'un homme

### Œuvre dessiné
Au Musée du Louvre, département des Arts graphiques 
- Paysage avec des ruines antiques
- Paysage au bord d'une rivière
- Enlèvement d'Europe
- La chasse au filet
- Édifice en ruines dans un paysage
- Chasse d'un taureau par un cavalier et deux chiens
- Paysage montagneux avec une prairie où paît un troupeau
- Adoration des bergers
- Paysage avec des ruines et un village au pied d'une montagne
- Paysage avec un village entouré de collines boisées et de montagnes

### Œuvre gravé
Il semble que Domenico Campagnola ait gravé la quasi-totalité de son œuvre en 1517. La plupart sont des copies ou imitent des œuvres du Titien.